# Holger Stahlknecht

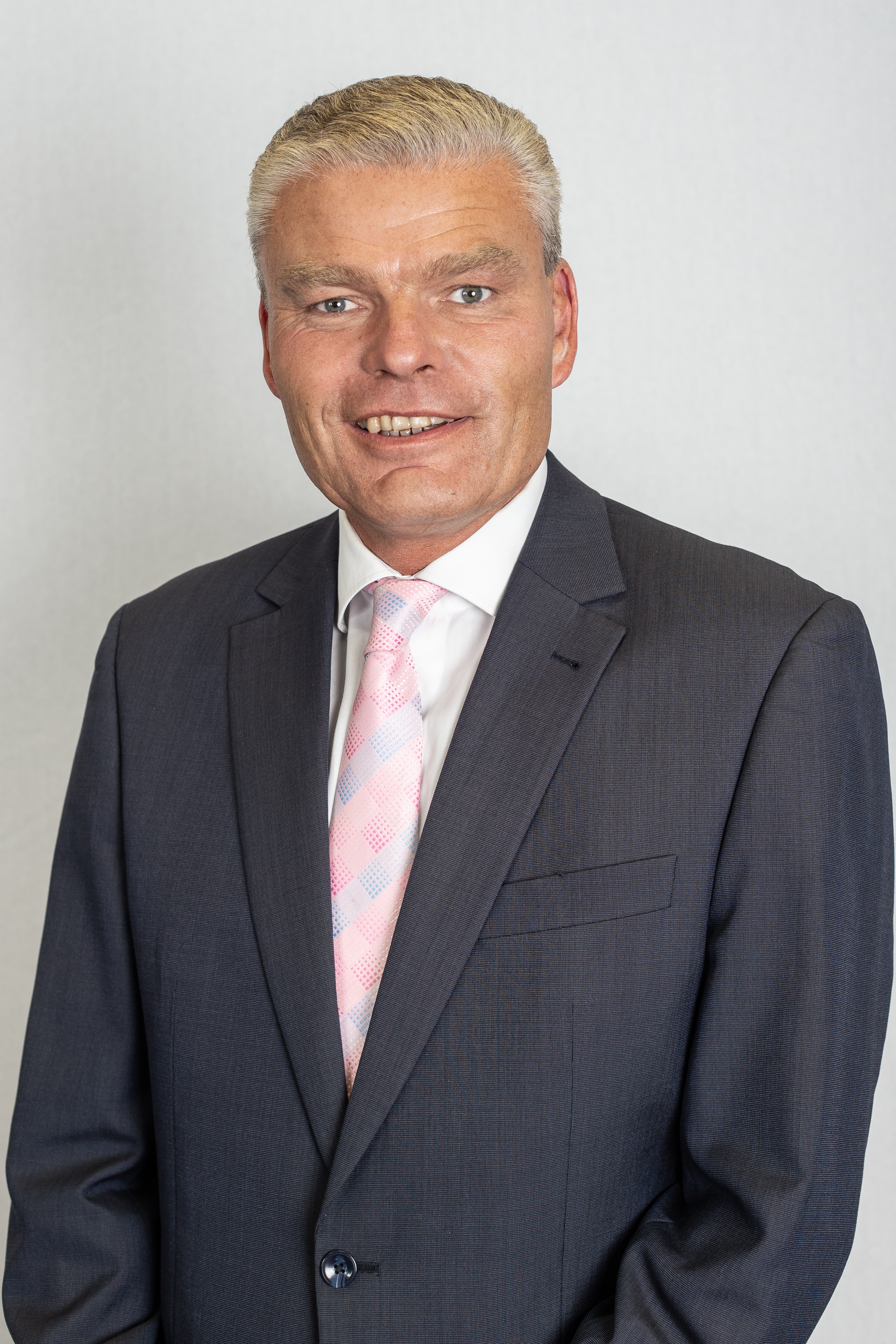
Holger Stahlknecht (2018)

Holger Stahlknecht (* 13. November 1964 in Hannover) ist ein deutscher Politiker (CDU). Er war von 2011 bis 2020 Innenminister des Landes Sachsen-Anhalt und von 2018 bis 2020 Landesvorsitzender der CDU Sachsen-Anhalt. Mitglied des Landtags von Sachsen-Anhalt ist Stahlknecht seit 2002.

## Leben und Beruf
Nach dem Abitur diente Stahlknecht von 1985 bis 1987 als Zeitsoldat bei der Bundeswehr; heute ist er Oberstleutnant der Reserve. Nach dem Studium der Rechtswissenschaft von 1987 bis 1992 an der Universität Osnabrück und der Referendarzeit von 1993 bis 1995 sowie dem Ablegen beider Staatsexamina wurde er in den Justizdienst des Landes Sachsen-Anhalt eingestellt. Von 1995 bis 2002 arbeitete Stahlknecht bei der Staatsanwaltschaft Magdeburg als Staatsanwalt, u. a. in einem Dezernat für Wirtschaftsstrafsachen. Er gab von 2006 bis 2011 Vorlesungen an der Hochschule Magdeburg-Stendal zum Thema „Deutsches Recht“. Am 26. Juni 2021 wurde er mit 59 von 82 Stimmen zum Präsidenten des Fußballverbandes Sachsen-Anhalt gewählt. Seit 2021 arbeitet Stahlknecht zudem als Rechtsanwalt mit den Schwerpunkten Strafrecht (Wirtschaft, Kommunen, Bußgeld) und politische Beratung.
Stahlknecht ist verheiratet und hat zwei Söhne.

## Politik

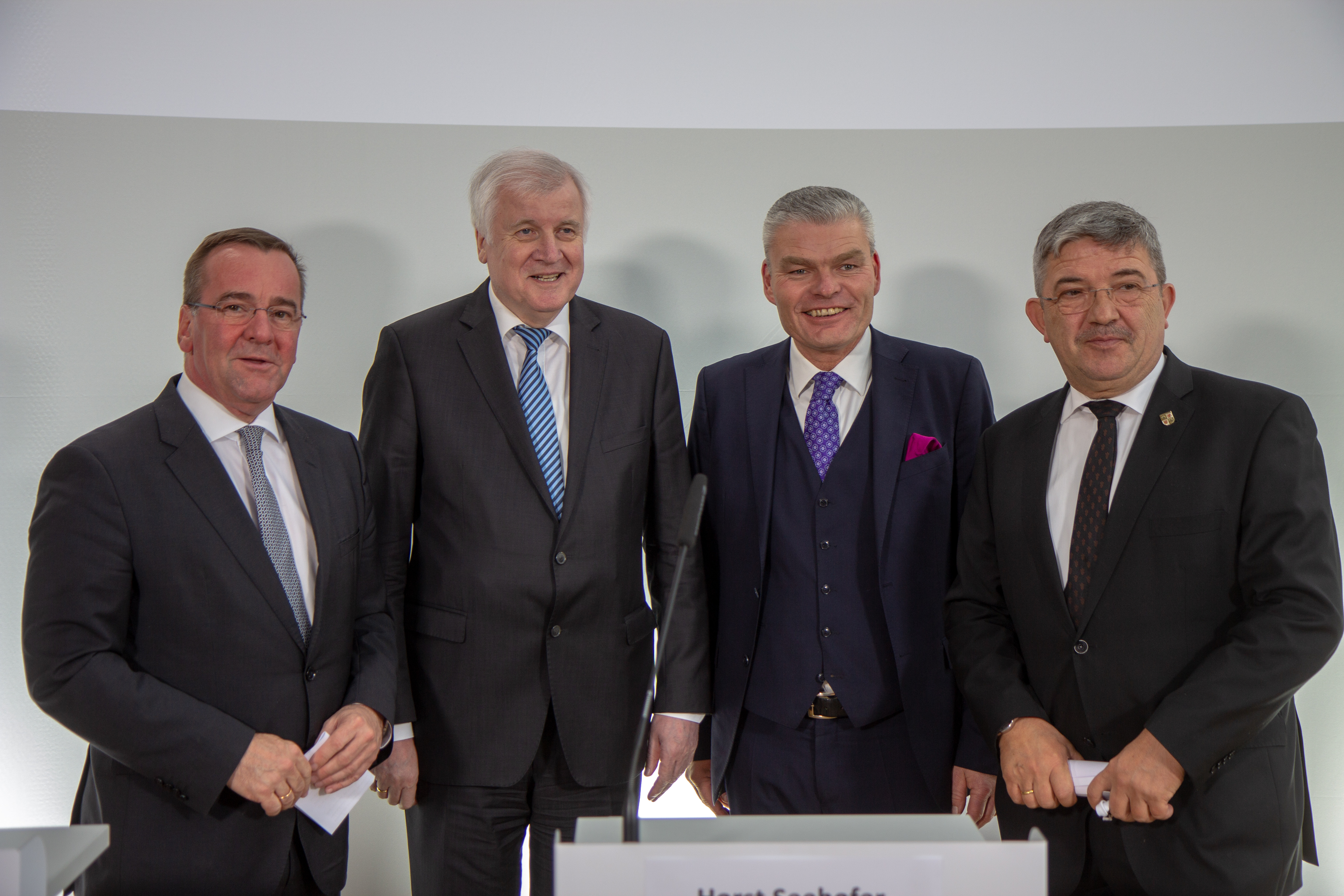
Holger Stahlknecht (2. v. r.) mit Boris Pistorius, Horst Seehofer und Lorenz Caffier bei der Abschlusspressekonferenz der 209. Innenministerkonferenz November 2018 in Magdeburg.

Stahlknecht trat 2000 in die CDU ein. Er war von 2005 bis 2006 Kreisvorsitzender der CDU des Ohrekreises und ist seit dem 1. Januar 2007 Kreisvorsitzender der CDU des Landkreises Börde. Er war Vorsitzender des Landesarbeitskreises Christlich-Demokratischer Juristen.
Stahlknecht ist seit der 4. Wahlperiode Mitglied des Landtages von Sachsen-Anhalt und wurde stets im Wahlkreis 8 (Wolmirstedt) direkt gewählt. Er war von 2006 bis 2011 stellvertretender Vorsitzender der CDU-Fraktion und Mitglied des Ältestenrates. Zudem war er von 1999 bis zur Eingemeindung nach Hohe Börde 2010 Bürgermeister der Gemeinde Wellen und anschließend bis zum 18. April 2011 Ortsbürgermeister der Ortschaft Wellen.
Am 19. April 2011 wurde Stahlknecht im Kabinett Haseloff I neuer Innenminister von Sachsen-Anhalt.
Als stellvertretender Landesvorsitzender seiner Partei war er für die Spitzenkandidatur bei der Landtagswahl im Frühjahr 2016 im Gespräch, befürwortete jedoch im Dezember 2014 eine erneute Kandidatur von Ministerpräsident Reiner Haseloff. Beim Landesparteitag am 17. November 2018 wurde Stahlknecht mit 186 von 221 Stimmen zum neuen Landesvorsitzenden der CDU Sachsen-Anhalt gewählt.
Unmittelbar nach seiner Entlassung als Innenminister durch Ministerpräsident Haseloff am 4. Dezember 2020 kündigte Stahlknecht seinen Rückzug vom Landesvorsitz mit Wirkung zum 8. Dezember des Jahres an. Bei der Landtagswahl am 6. Juni 2021 trat Stahlknecht wieder im Wahlkreis Wolmirstedt an und zog mit 40,4 % der Stimmen erneut in den Landtag ein.
Bei der Wahl zum neunten Landtag von Sachsen-Anhalt im Jahr 2026 will Stahlknecht nicht erneut antreten.

### Kontroversen
2010 geriet Stahlknecht mit Teilen seiner Partei in Konflikt, als bekannt wurde, dass er den unter Bestechungsverdacht stehenden Lothar Finzelberg als Rechtsanwalt vertrat.
Gegen den Willen seiner Fraktion führte er 2013 die Kennzeichnungspflicht für Polizisten im Büro und beim Streifendienst ein.
Aufsehen erregte im November 2019 die versuchte Berufung des umstrittenen Rainer Wendt zum Staatssekretär im Innenministerium des Landes Sachsen-Anhalt.
2020 wurde Stahlknecht aufgrund seiner Aussage kritisiert, die für die Bewachung jüdischer Einrichtungen aufgewendeten Arbeitsstunden fehlten anderswo. Der Präsident des Zentralrates der Juden in Deutschland, Josef Schuster, warf Stahlknecht vor, er stelle Juden als privilegiert dar und spiele sie gegen andere Bevölkerungsgruppen aus. Damit befördere er Antisemitismus. Stahlknecht wies den Vorwurf zurück und sprach von einem Missverständnis: „Mein Ziel war und ist es, deutlich zu machen, dass die erhöhte Polizeipräsenz zum Schutz der jüdischen Einrichtungen für mich nicht verhandelbar ist und oberste Priorität in meinem Handeln hat.“
Am 4. Dezember 2020 veröffentlichte die Volksstimme ein Interview mit Stahlknecht angesichts des Konflikts um eine von seiner Partei und der AfD abgelehnte, von den Koalitionspartnern SPD und Grüne dagegen befürwortete Erhöhung des Rundfunkbeitrags und das drohende Scheitern der Regierungskoalition. Ohne vorherige Abstimmung mit Ministerpräsident Reiner Haseloff stellte er darin öffentlich einen Koalitionsbruch und die Bildung einer von der CDU geführten Minderheitsregierung in den Raum. Dies führte dazu, dass Haseloff Stahlknecht noch am selben Tag aus dem Amt des Innenministers entließ und dies wie folgt begründete: „Das […] Vertrauensverhältnis, das in besonderer Weise auch in die Führung des Innenministeriums erforderlich ist, ist durch das Vorgehen von Herrn Stahlknecht so schwer gestört, dass er der Landesregierung nicht weiter angehören kann.“